# McJoe Arroyo
McJoe Arroyo est un boxeur portoricain né le 5 décembre 1985 à Ceiba.

## Carrière
Passé professionnel en 2010, il remporte le titre vacant de champion du monde des poids super-mouches IBF le 18 juillet 2015 en battant aux points Arthur Villanueva. Il est revanche battu dès le combat suivant aux points par le philippin Jerwin Ancajas le 3 septembre 2016. Arroyo est également battu aux points le 29 juillet 2017 par Rau'shee Warren.

## Référence
1. ↑  (en) McJoe Arroyo beats Arthur Villanueva for IBF belt (badlefthook.com)